# Charles-Bernard Pellegrini
Pour les articles homonymes, voir Pellegrini.
Charles-Bernard Pellegrini, né le 7 septembre 1819 à Yenne et mort le 16 décembre 1864  à Chambéry, est un architecte français.

## Biographie
Charles-Bernard Pellegrini étudie à l'école des beaux-arts de Paris. Il est nommé architecte de la ville d'Aix-les-Bains et de l'établissement thermal et enfin architecte de la ville de Chambéry.

## Réalisations
Il réalise les travaux d'architecture suivants :
- à Aix-les-Bains :
  - casino Grand-Cercle ;
  - établissement thermal de Marlioz ;
  - Grand Hôtel[2].
- à Chambéry :
  - portail de l'hôtel Costa de Beauregard ;
  - hôtel d'Alexandry ;
  - hôtel de ville (repris par M. Denarié à son décès)[3] ;
  - marché couvert ;
  - chapelle des sœurs de Saint-Joseph ;
  - piédestal du monument Favre ;
  - théâtre Charles Dullin (repris par J.-S. Revel à son décès)[4].
- église de Jacob-Bellecombette.

## Famille
- Bernard Pellegrini, né en 1758, originaire de Castelrotto dans la commune de Croglio, dans le Tessin (Suisse), marié en 1786 avec Marguerite Berthet à Chambéry.
  - Jean Claude Pellegrini, né à Chambéry le 22 juillet 1787, mort le 27 mars 1854, inspecteur divisionnaire honoraire des ponts et chaussées.
  - Barthélemy Charles Gaétan Pellegrini, né le 24 août 1790 à Chambéry, garde du génie à Metz. Il est naturalisé français le 19 juillet 1832[5]. Il est le père de :
    - Charles-Bernard Pellegrini, né à Yenne en 1819, mort à Chambéry le 16 décembre 1864. Architecte de la ville de Chambéry.

  - Jean Bernard Pellegrini, né le 20 juin 1794 à Chambéry, mort en 1865, architecte et ingénieur civil. Il est naturalisé français le 5 mai 1831[6],[7]
  - Joseph Pellegrini, demeurant à Paris. Il est naturalisé français le 8 septembre 1830[8].
  - Charles Henri Pellegrini, né le 28 juillet 1800 à Chambéry, père de :
    - Carlos Pellegrini, président de la République argentine entre 1890 et 1892.

## Distinction
Il est membre correspondant de la société académique d'architecture de Lyon en 1863.